# Rue Montgallet
De Rue Montgallet is een straat in het 12e arrondissement van Parijs, niet ver van het Gare de Lyon. De straat geniet een zekere bekendheid vanwege de vele Aziatische computerwinkels.

## Geschiedenis
De straat heeft haar naam te danken aan dhr. Montgallet, die hier in lang vervlogen tijden een perceel grond bezat. De straat is als de petite rue de Reuilly zichtbaar op een kaart van Parijs en omstreken die in 1672 gemaakt is door Albert Jouvin de Rochefort. Op latere kaarten is de straat terug te vinden als de Rue Mangallée (1709), rue Mont Gallet in 1760, als de rue de Montgallet in 1775 en werd blijkbaar ook wel de rue Maugallée genoemd.

## Economie

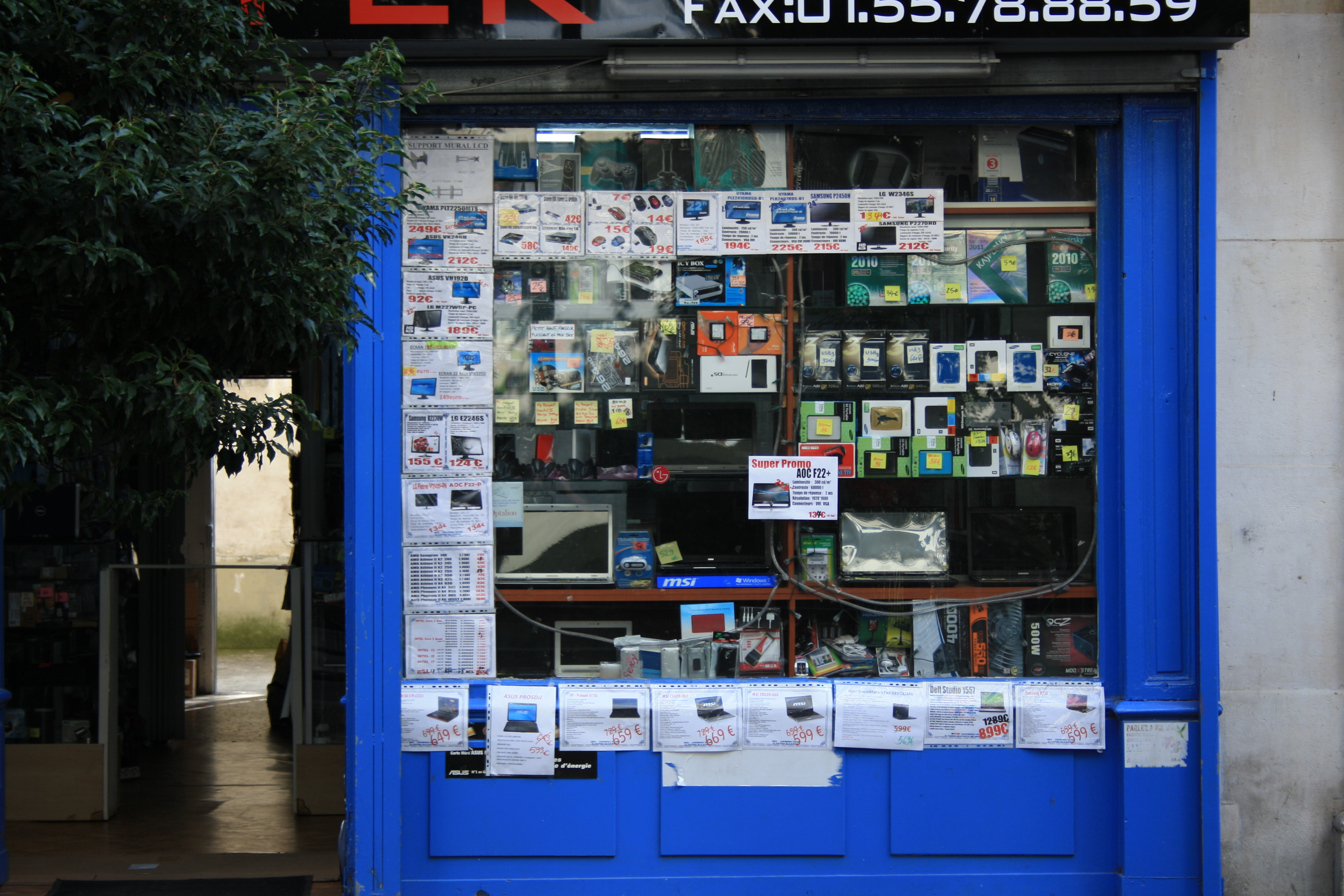
Een typische vitrine van een winkel in Montgallet

De straat is bekend door de levendige en nogal atypische handel in computers en randapparatuur die hier door ondernemers van Aziatische afkomst bedreven wordt. Het gaat hier om een transparante markt met een hoge mate van dynamiek die qua prijsontwikkeling meer weg heeft van een groentemarkt dan van de hightechsector. De vele kleine winkeltjes waren van oudsher gespecialiseerd in elektronica, maar na de komst van de Surcouf, een grote computerwinkel, eind jaren 80 op de naastgelegen Avenue Daumesnil is men overgegaan op de verkoop van computers en randapparatuur. De prijzen van apparatuur zoals harddisks, RAMgeheugen en dergelijke worden op de vitrineruiten aangegeven op printjes, en hangen geheel af van de aanvoer. Als er een container uit China aankomt met verse spullen zullen in de hele straat de prijzen veranderen, en worden de prijzen op de printjes met de viltstift bijgewerkt, soms meermaals per dag. Het specifieke aanbod varieert ook met dat wat er aangevoerd wordt; er zijn dagen dat alle handelaren bulken van de mp3-spelers van vage merken, op andere dagen vindt men er nauwelijks wat. De marges liggen er naar verhouding laag, men moet het vooral hebben van de flinke omzet. Het zeer fluctuerende karakter van de handel is een nachtmerrie voor de Franse belastingdienst, die er dan ook regelmatig invallen doet.

## Toegang
De straat beschikt over een metrostation, Montgallet, van lijn 8.

## In de buurt
- De straat komt uit op de Promenade plantée op het oude spoorwegviaduct dat naar Bastille leidt.